# Joueur de l'année de l'UEFA 2023
Navigation
Édition précédente Édition suivante
Le Joueur de l’année de l’UEFA 2023 est un prix décerné par l'UEFA à un joueur jouant pour un club de football européen et qui a su se distinguer comme étant le meilleur de la saison 2022-2023.
Le 31 août 2023, Erling Haaland est le vainqueur devant Lionel Messi et Kevin De Bruyne son coéquipier à Manchester CIty.

## Palmarès

### Classement officiel[2]
| #  | Nom                 | Club                                | Points |
| -- | ------------------- | ----------------------------------- | ------ |
| 1  | Erling Haaland      | Manchester City                     | 352    |
| 2  | Lionel Messi        | Paris Saint-Germain Inter Miami CF  | 227    |
| 3  | Kevin de Bruyne     | Manchester City                     | 225    |
| 4  | Ilkay Gundogan      | Manchester City FC Barcelone        | 129    |
| 5  | Rodri               | Manchester City                     | 110    |
| 6  | Kylian Mbappé       | Paris Saint-Germain                 | 82     |
| 7  | Luka Modrić         | Real Madrid                         | 33     |
| 8  | Marcelo Brozović    | Inter Milan Al Nasser FC            | 20     |
| 9  | Declan Rice         | West Ham United Arsenal FC          | 14     |
| 10 | Alexis Mac Allister | Brighton & Hove Albion Liverpool FC | 12     |